# 수친양로신서
『수친양로신서(壽親養老新書)』는 원(元)나라 추현(鄒鉉)이 편차(編次)하고 황응자(黃應紫)가 점교(點校)한 책으로 양로(養老)를 위한 의술과 약에 대해 기록한 방서(方書)이다. 이 책은 처음에 송(宋)나라 진직(陳直)의 『양로봉친서(養老奉親書)』 1권이 있었는데 여기에 원(元) 추현(鄒鉉)이 나머지 3권을 속편(續編)하여 간행된 문헌이다. 
소장처는 국립중앙도서관, 종로도서관, 서울대학교 규장각한국학연구원, 영남대학교 도서관 등이며 종로도서관 소장본은 오침안정법(五針眼訂法)의 목판본(木板本)으로 조선에서 간행한 것으로 보인다. 그러나 간기(刊記)나 간행당시 서발문(序跋文) 등 간행 사항을 추정할 수 있는 근거가 자세하지 않아 간행처나 간행연도 등에 대해서는 보다 깊은 연구가 필요하다.